# Saison 12 de Section de recherches
 (février 2018).
Si vous disposez d'ouvrages ou d'articles de référence ou si vous connaissez des sites web de qualité traitant du thème abordé ici, merci de compléter l'article en donnant les références utiles à sa vérifiabilité et en les liant à la section « Notes et références ».
Chronologie
Saison 11 Saison 13
Cet article présente les épisodes de la douzième saison de la série télévisée Section de recherches.

## Distribution

### La brigade
- Xavier Deluc : capitaine Martin Bernier, chef de groupe
- Franck Sémonin : lieutenant Lucas Auriol
- Raphaèle Bouchard : lieutenant Camille Chatenet (épisodes 1-4)
- Félicité Chaton : adjudant Victoire Cabral, dite « Vicky »
- Stéphane Soo Mongo : adjudant Alexandre Sainte-Rose, dit « Alex »
- Marine Sainsily : lieutenant Sophie Walle (épisodes 1-3)
- Élise Tielrooy : capitaine Ariel Grimaud, responsable du TIC (absente épisode 1)
- Honorine Magnier : lieutenant Rose Orsini (absente épisode 2)

### Autres personnages
- Priam Rodriguez : Elliot, le fils de Lucas (épisodes 2-3, 7,…)
- Vanessa Liautey : Sonia Devrot (épisodes 2-3, 6, 8-11,…)
- Erico Salamone : Marc Lacourt (épisodes 2-3, 6, 8 et 11)

## Liste des épisodes

### Épisode 1:Avis de tempête
- Belgique : 17 février 2018 sur La Une
- Suisse : 24 février 2018 sur RTS Un
- France : 1er mars 2018 sur TF1

- France : 6,351 millions de téléspectateurs (soit 25,7 % de part d'audience)[1]

- Sophie Bouilloux : Isabelle Orsini
- Catherine Wilkening : Fanny Colomars
- Antoine Chappey : Rémo Anelli
- Mickaël Winum : Gilles Anelli
- Jéromine Chasseriaud : Sidonie
- Ludivine Manca : Fanny Colomars (jeune)
- Leïla Muse : Isabelle Orsini (jeune)
- Didier Marty : Rémo Anelli (jeune)
- Fabien Baiardi : Morvan

### Épisode 2:Grand froid
- Belgique : 17 février 2018 sur La Une
- Suisse : 24 février 2018 sur RTS Un
- France : 1er mars 2018 sur TF1

- France : 5,61 millions de téléspectateurs (soit 26,8 % de part d'audience)[1]

- Gilles-Vincent Kapps : Dominique Brégal
- Grétel Delattre : Delphine Lagier
- Bertrand Suarez Pazos : Adjudant Renaud
- Raphaëlle Lubansu : Agnès Lagier
- Emma Boussuge : Violette Lagier
- Grégory Questel : Christophe Lagier
- Lilian Dugois : Hugo Lagier
- Yann Pradal : Jérôme Lagier
- Garance Le Guillermic : Alma Lagier
- Sophie Gourdin : Sylvie la gouvernante
- Moïse Santamaria : Vincent Garano
- Lise Labro : Madame Brégal
- Thierry Azzopardi : l'avocat

### Épisode 3:L'enfant chéri
- Belgique : 24 février 2018 sur La Une
- Suisse : 3 mars 2018 sur RTS Un
- France : 8 mars 2018 sur TF1

- France : 6,12 millions de téléspectateurs (soit 25,4 % de part d'audience)[2]

- Laurie Iversen : Olivia Delestat
- Baptiste Cosson : Adrien Ranko / Nathan
- Barbara Tobola : Anne-Sophie Delestat
- Coline Béal : Morgane Melrant
- Olivier Massart : Philippe Delestat
- François Tardi : Étienne Privart

### Épisode 4:Secret défense
- Belgique : 24 février 2018 sur La Une
- Suisse : 3 mars 2018 sur RTS Un
- France : 8 mars 2018 sur TF1

- France : 5,32 millions de téléspectateurs (soit 28,6 % de part d'audience)[2]

- Myriam Bourguignon : Louise Serio
- Agathe Quelquejay : Élodie Delarue
- Éric Paul : Colonel Garreau
- Fabrice Deville : Éric Chatenet
- Yan Tual : Capitaine Aubert
- Michèle Garcia : Martine Serio
- Antoine Coesens : Philippe Serio
- Frédéric Kontogom : Sébastien Mellier

### Épisode 5:Mauvaise fréquentation
- Belgique : 3 mars 2018 sur La Une
- Suisse : 10 mars 2018 sur RTS Un
- France : 15 mars 2018 sur TF1

- France : 5,843 millions de téléspectateurs (soit 24,5 % de part d'audience)[3]

- Camille Aguilar : Giulia Dorino
- Wendy Nieto : Naomi Fuchs
- Sylvain Katan : Oscar Dorino
- Guilaine Londez : Valérie Frot
- Rodolphe Congé : Christophe Ferrand
- Lancelot Cherer : Antoine Ferrand
- Tristan Michel : Mathieu Baldet
- Nicolas Moreau : Vincent Carois
- Nathalie Dodivers : Béatrice Carois

### Épisode 6:Instinct de survie
- Belgique : 3 mars 2018 sur La Une
- Suisse : 10 mars 2018 sur RTS Un
- France : 15 mars 2018 sur TF1

- France : 4,68 millions de téléspectateurs (soit 24,3 % de part d'audience)[3]

- Esther Comar : Audrey Baumann
- Charles Petit : David Baumann
- Catherine Schaub Abkarian : Esther Baumann
- Jean-Christophe Folly : Jean-Marc Londa
- Sarah Capony : Lise Carvin
- Adrien Champanier : Raphaël Londa
- Antoine Ferey : Victor Morand
- Aurore Serra : Karen Vauthier
- Alain Figlarz : Thierry Gournac
- Jérémy Thomas : Pompier

### Épisode 7:Les hauts fonds
- Belgique : 10 mars 2018 sur La Une
- Suisse : 17 mars 2018 sur RTS Un
- France : 22 mars 2018 sur TF1

- France : 6,009 millions de téléspectateurs (soit 25,2 % de part d'audience)[4]

- Elsa Leviant : Caroline Masselot
- Serge Riaboukine : Henri Dorval
- Antoine Herbulot : Diego Costa
- Marie Drion : Diane Villers
- Delphine Braillon : Béatrice Masselot
- Christophe Jeannel : Antoine Masselot

### Épisode 8:La Machine
- Belgique : 10 mars 2018 sur La Une
- Suisse : 17 mars 2018 sur RTS Un
- France : 22 mars 2018 sur TF1

- France : 4,72 millions de téléspectateurs (soit 25,2 % de part d'audience)[4]

- Florent Manaudou : Gabriel Machenaud
- Rébecca Finet : Mathilde Coudray
- Alexandra Cismondi : Isabelle Leroux
- Antoine Blanquefort : Rémi Machenaud
- Iléana Courbey : Justine Machenaud
- Julie Marie : Jeanne Machenaud
- Clara Bourguignon : Jeune nageuse
- Mickaël Sisowath : Agent d'entretien

### Épisode 9:Traquée
- Belgique : 17 mars 2018 sur La Une
- Suisse : 24 mars 2018 sur RTS Un
- France : 29 mars 2018 sur TF1

- France : 6,09 millions de téléspectateurs (soit 25,6 % de part d'audience)[5]

- Léa Léviant : Julie Varlaud
- Marysole Fertard : Clémence Beaupré
- Léo-Paul Salmain : Matthieu Beaupré
- Philippe Vieux : Philippe Varlaud
- Sophie Le Tellier : Anne Beaupré
- Mabô Kouyaté : Max / Hugo Felten
- Christelle Bui : Anne-Laure
- Grégory Di Meglio : Louis-Alban
- Olivier Fazio : Le gendarme

### Épisode 10:Amour de jeunesse
- Belgique : 17 mars 2018 sur La Une
- Suisse : 24 mars 2018 sur RTS Un
- France : 29 mars 2018 sur TF1

- France : 5,27 millions de téléspectateurs (soit 26,2 % de part d'audience)[5]

- Camille Lockhart : Marie Declerc
- Xavier Robic : Guillaume Declerc
- Catherine Aymerie : Corinne Gerson
- Victor Pontecorvo : Thomas Gerson
- Géraldine Masquelier : Sandrine Gerson
- Jeanne-Marie Ducarre : Axelle Declerc
- Maïa Gidoin : Marie (17 ans)
- Charles Cabon : Thomas (18 ans)
- Ruwan Aerts : Fleuriste

### Épisode 11:Plus tard, tu oublieras
- Belgique : 24 mars 2018 sur La Une
- Suisse : 31 mars 2018 sur RTS Un
- France : 5 avril 2018 sur TF1

- France : 6,315 millions de téléspectateurs (soit 25,9 % de part d'audience)[6]

- Jonathan Aubart : Cyril Bouvier
- Ayana Fuentes Uno : Alice Lequin
- Sandra Codreanu : Lydia Tricourt
- Didier Menin : Le père Florin
- Raymond Acquaviva : Serge Lacourt
- Christiane Conil : Directrice Institut
- Pascal Ivancic : Alexandre Lacourt
- Kéana Arnera : Enfant 1 Lacourt
- Yanis Léon-Gonzalez : Enfant 2 Lacourt

### Épisode 12:Meurtre XXL
- Belgique : 24 mars 2018 sur La Une
- Suisse : 31 mars 2018 sur RTS Un
- France : 12 avril 2018 sur TF1

- France : 5,835 millions de téléspectateurs (soit 23,5 % de part d'audience)[7]

- Juliette Katz : Gaëlle Colbert
- Cassandre Vittu de Kerraoul : Roxane Fabre née Colbert
- Damien Ferrette : Bertrand Fabre
- Anaël Guez : Elsa Prévot
- Grégory Corre : Vincent Rodier
- Fanny Gatibelza : Médecin Sonia

### Épisode 13:Retour de flamme
- Belgique : 31 mars 2018 sur La Une
- Suisse : 7 avril 2018 sur RTS Un
- France : 19 avril 2018 sur TF1

- France : 6 millions de téléspectateurs (soit 26,3 % de part d'audience)[8]

### Épisode 14:Spirale
- Belgique : 31 mars 2018 sur La Une
- Suisse : 7 avril 2018 sur RTS Un
- France : 26 avril 2018 sur TF1

- France : 5,432 millions de téléspectateurs (soit 22,4 % de part d'audience)[9]

- Manon Azem : Sara Cazanova
- Catherine Wilkening : Fanny Colomars
- Lola Aubrière (d) : Capucine Perrot